# 山梨県道803号内船停車場線
山梨県道803号内船停車場線（やまなしけんどう803ごう うつぶなていしゃじょうせん）は、山梨県南巨摩郡南部町を起点・終点とする一般県道である。

## 概要

### 路線データ
- 起点：山梨県南巨摩郡南部町内船（身延線内船駅前）
- 終点：山梨県南巨摩郡南部町塩沢（塩沢交差点＝国道52号交点）

## 重複区間
- 内船駅前・南部橋東詰交差点間：山梨県道10号富士川身延線

## 通過する自治体
- 山梨県南巨摩郡南部町

## 交差・接続する道路
- 山梨県道10号富士川身延線（南部町内船・南部橋東詰交差点）
- 国道52号（南部町塩沢・塩沢交差点）

## 周辺
- 内船駅
- 南部町立南部中学校
- 南部警察署